# Tidvattengråsugga
Tidvattengråsugga (Eurydice pulchra) är ett litet kräftdjur som tillhör ordningen gråsuggor. Den förekommer längs nordöstra Atlantens kuster och i Östersjön, där den lever i tidvattenzonen vid sandiga stränder. Dess längd är omkring 7 millimeter. Färgen på kroppen är brunaktig och djuret har en fläckigt teckning. På dagen gömmer sig individerna genom att gräva ner sig i sanden, men på natten uppträder de frisimmande. Den livnär sig bland annat på småfisk. Det händer att arten biter badande människor. Detta är kännbart men ofarligt.